# Mount Cordeaux
Mount Cordeaux är ett berg i Australien. Det ligger i regionen Scenic Rim och delstaten Queensland, omkring 89 kilometer sydväst om delstatshuvudstaden Brisbane. Toppen på Mount Cordeaux är 1 135 meter över havet, eller 108 meter över den omgivande terrängen. Bredden vid basen är 0,37 km. Mount Cordeaux ingår i Mistake Mountains.
Runt Mount Cordeaux är det mycket glesbefolkat, med 5 invånare per kvadratkilometer.. Närmaste större samhälle är Aratula, omkring 15 kilometer nordost om Mount Cordeaux. 
I omgivningarna runt Mount Cordeaux växer huvudsakligen savannskog. Genomsnittlig årsnederbörd är 1 168 millimeter. Den regnigaste månaden är januari, med i genomsnitt 235 mm nederbörd, och den torraste är september, med 32 mm nederbörd.